# チャールズ・フィルモア
チャールズ・フィルモア（Charles J. Fillmore、1929年 - 2014年）は言語学者でカリフォルニア大学バークレー校の名誉教授。認知言語学の主唱者で、格文法、フレーム意味論の提唱者でもある。統語論、語彙意味論の部門で大きな業績を挙げる。イヴ・スウィーツァー、アデル・ゴールドバーグ、クリス・ジョンソンはフィルモアの弟子である。

## フレームネット
フィルモアは各国で行われているフレームネットと呼ばれる計画の代表者である。

## 略歴
- 1961年ミシガン大学で博士号をとる
- オハイオ州立大学に勤める
- 1971年カリフォルニア大学バークレー校の言語学科の教授になる
- スタンフォード大学行動科学高等研究センター・フェロー

## 著書
- "The Case for Case" (1968).  In Bach and Harms (Ed.): Universals in Linguistic Theory. New York: Holt, Rinehart, and Winston, 1-88.
- "Frame semantics and the nature of language" (1976): . In Annals of the New York Academy of Sciences: Conference on the Origin and Development of Language and Speech. Volume 280: 20-32.
- "Frame semantics" (1982).  In Linguistics in the Morning Calm. Seoul, Hanshin Publishing Co., 111-137.
- (共著者Sue Atkins) "Starting where the dictionaries stop: The challenge for computational lexicography".  (1994). In Atkins, B. T. S. and A. Zampolli (Eds.) Computational Approaches to the Lexicon. Oxford: Oxford University Press, 349-393.
- Lectures on Deixis (1996)